# Henri Van Lerberghe
Henri Van Lerberghe (Lichtervelde, 29 gennaio 1891 – Roulers, 10 aprile 1966) è stato un ciclista su strada e pistard belga soprannominato Le coureur de la mort de Lichtervelde (Il corridore della morte di Lichetervede), professionista dal 1911 al 1923 vinse una tappa al Tour de France 1913 ed il Giro delle Fiandre 1919.
Per il suo modo spericolato e velleitario di correre era considerato un "Pazzo" dagli altri ciclisti della sua epoca.

## Carriera

### Inizi, prime vittorie, soprannome
Specialista delle Classiche del pavé, dopo aver ottenuto dei buoni piazzamenti a corse come il Kampioenschap van Vlaanderen del 1911 e 1912 ed aver vinto delle gare in linea minori, prese parte al primo Giro delle Fiandre della storia nel 1913, tentando di arrivare alla vittoria con una fuga solitaria, scattando quando mancavano oltre trecento chilometri al traguardo, venne però ripreso e terminò la corsa nelle posizioni di rincalzo.
Ebbe maggiore fortuna al Tour de France, a cui partecipò iscrivendosi come indipendente, dove riuscì a vincere la tappa con arrivo a Bayonne uscendo dal gruppo di nuovo ad una distanza considerevole dall'arrivo, quasi cento chilometri; si racconta che prima della partenza avesse dichiarato agli altri concorrenti «Oggi vi uccido tutti», come a voler sottolineare la sua certa vittoria; fu proprio in questa circostanza che si meritò il suo soprannome: Le coureur de la mort de Lichtervelde. Non concluderà quella edizione però, ritirandosi alla settima tappa.
L'anno successivo sempre al Giro delle Fiandre accorciò il tiro, scattando quando di chilometri ne mancavano circa duecento, ma anche questa volta gli andò male, ripreso venne battuto in una volata ristretta dal solo Marcel Buysse.
Anche al Grande Boucle questa volta gli andò male ritirandosi alla quarta tappa dopo tre frazioni corse in chiaroscuro e senza particolari risultati.
Lo scoppio della prima guerra mondiale lo obbligò ad interrompere la carriera ciclistica e come molti altri nati nella sua stessa epoca fu costretto a combattere in trincea, nel suo caso sul fronte di Yser.

### Giro delle Fiandre 1919[1]
La corsa era programmata per il 23 marzo e Van Lerberghe arrivò alla sede di partenza direttamente a piedi, fumando e senza bicicletta riuscendo fortunosamente a recuperarne una sul posto. 
Tuttavia Van Lerberghe si sentiva sicuro di vincere la gara in solitaria, tanto da dichiararlo apertamente prima della partenza esclamando, come era diventata sua abitudine fare: «Oggi vi uccido tutti e vi vedrò arrivare uno per uno».
Dopo aver pedalato a lungo nelle retrovie ed essersi fermato a mangiare nei pressi di una osteria di un suo vecchio commilitone riprese i primi e portò il suo attacco quando mancavano ancora centoventi chilometri al traguardo fissato al velodromo di Gent; a queste difficoltà doveva aggiungersi che spirava un forte vento contrario alla sua direzione di marcia.
Durante la fuga solitaria fu costretto a poggiare il piede a terra a causa di un treno fermo ad un passaggio a livello, ma, senza perdersi d'animo, non volendo perdere tempo attendendo che il mezzo ripartisse salì con la propria bicicletta dal lato di un vagone per uscire dall'altra parte.
Giunto a Gent non si accorse di essere alla sede di arrivo e tirò dritto tanto che un giudice di gara fu costretto a richiamarlo per indicargli il giusto percorso (secondo un'altra versione della storia invece si sarebbe volontariamente fermato in un bar a bere una birra prima di entrare nel velodromo venendo richiamato dal suo allenatore in preda al panico per il pericolo di perdere la gara).
Dopo aver tagliato il traguardo chiese della birra ed urlò alla folla di tornare a casa perché aveva una "mezza giornata di vantaggio" sul resto dei partecipanti, in effetti il secondo classificato Léon Buysse, fratello di Marcel, giungerà al traguardo con oltre quattordici minuti di ritardo, distacco che rappresenta il più ampio margine fra vincitore e secondo classificato della storia del Giro delle Fiandre.

### Anni successivi
Nel 1920 fu quattordicesimo alla Parigi-Roubaix e secondo dietro Jules Van Hevel al Kampioenschap van Vlaanderen, e cominciò ad orientarsi nelle gare su pista, ottenendo, fra gli altri risultati, i podi nelle Sei giorni di Bruxelles e New York nel 1920 e di Gent nel 1923.

## Palmares
- 1912 (Individuale, tre vittorie)

Prix de Hooglede
Prix de Beerst
Tielt-Antwerpen-Tielt
- 1913 (Individuale, una vittoria)

5ª tappa Tour de France (La Rochelle > Bayonne)
- 1919 (Legnano/Individuale, una vittoria)

Giro delle Fiandre

### Altri successi
- 1919 (Legnano/Individuale)

Prix de Hooglede

## Piazzamenti

### Grandi giri
- Tour de France

1913: ritirato (7ª tappa)
1914: ritirato (4ª tappa)

### Classiche monumento
- Giro delle Fiandre

1913: 14º
1914: 2º
1919: vincitore
- Parigi-Roubaix

1913: 41º
1920: 14º